# Livonia
Livonia je město ve Spojených státech amerických. Nachází se v okrese Wayne County ve státě Michigan. Ve městě žije přibližně 96 tisíc obyvatel a jeho rozloha činí 92,9 km². Město je západním předměstím Detroitu, přičemž od jeho centra leží asi 32 kilometrů severozápadně.
Město bylo založeno roku 1950, do té doby fungovalo jako Livonia Township.

## Rodáci
- Mike Modano (* 1970) – americký hokejista
- Chuck Behler (* 1965) – americký hudebník, bývalý bubeník Megadeth
- Torey Krug (* 1991) – americký lední hokejista
- Ryan Kesler (* 1984) – americký lední hokejista
- Mitch Ryder (* 1945) – americký zpěvák a kytarista